# Sante Ferrini

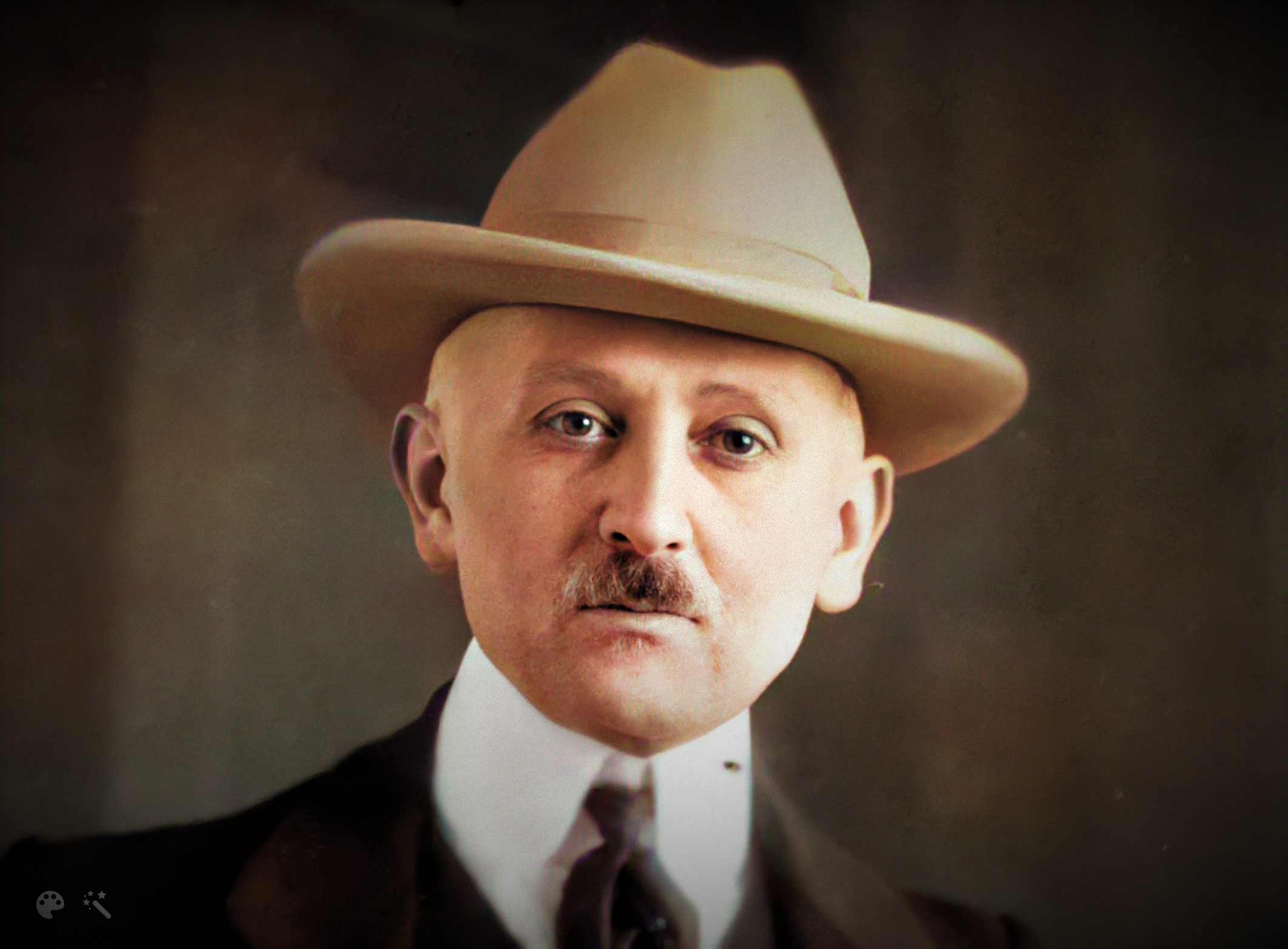
Sante Ferrini (1923)

Sante Ferrini foi um compositor, poeta e músico italiano simpatizante do anarquismo. Compôs diversas canções que se tornaram populares no final do século XIX, entre estas Quando L'Anarchia Verra.